# Mistrzostwa Europy w Piłce Nożnej 1960 (składy)
Artykuł grupuje składy wszystkich reprezentacji narodowych w piłce nożnej, które wystąpią podczas Mistrzostw Europy w Piłce Nożnej we Francji w dniach od 6-10 lipca 1960 roku.
- Przynależność klubowa na koniec sezonu 1959/1960.
- Liczba występów i goli podana do dnia rozpoczęcia mistrzostw.
- Zawodnicy oznaczeni symbolem  to kapitanowie reprezentacji.
- Legenda:
Pozycje na boisku:
BR – bramkarz
OB – obrońca
PM – pomocnik
NA – napastnik

## Czechosłowacja
Trener:  Rudolf Vytlačil (ur. 9 lutego 1912)
| Nr. | Pozycja | Piłkarz            | Data urodzenia       | Mecze | Gole | Klub              |
| --- | ------- | ------------------ | -------------------- | ----- | ---- | ----------------- |
|     |         | Titus Buberník     | 12 października 1933 | 12    | 5    | CH Bratysława     |
|     |         | Vlastimil Bubník   | 18 marca 1931        | 9     | 3    | Rudá Hvězda Brno  |
|     |         | Milan Dolinský     | 14 lipca 1935        | 8     | 5    | CH Bratysława     |
|     |         | Justín Javorek     | 14 września 1936     | 0     | 0    | CH Bratysława     |
|     |         | Andrej Kvašňák     | 19 maja 1936         | 3     | 1    | Sparta Praga      |
|     |         | Josef Masopust     | 9 lutego 1931        | 30    | 6    | Dukla Praga       |
|     |         | Pavol Molnár       | 13 lutego 1936       | 19    | 3    | CH Bratysława     |
|     |         | Anton Moravčík     | 3 czerwca 1931       | 24    | 10   | Slovan Bratysława |
|     |         | Ladislav Novák     | 5 grudnia 1931       | 48    | 1    | Dukla Praga       |
|     |         | Ladislav Pavlovič  | 8 kwietnia 1926      | 11    | 1    | Tatran Preszów    |
|     |         | Svatopluk Pluskal  | 28 października 1930 | 28    | 2    | Dukla Praga       |
|     |         | Ján Popluhár       | 12 sierpnia 1935     | 14    | 0    | Slovan Bratysława |
|     |         | František Šafránek | 2 stycznia 1931      | 15    | 1    | Dukla Praga       |
|     |         | Viliam Schrojf     | 2 sierpnia 1931      | 9     | 0    | Slovan Bratysława |
|     |         | Jiří Tichý         | 6 grudnia 1933       | 7     | 0    | CH Bratysława     |
|     |         | Josef Vacenovský   | 9 lipca 1937         | 0     | 0    | Dukla Praga       |
|     |         | Josef Vojta        | 19 kwietnia 1935     | 0     | 0    | Sparta Praga      |

## Francja
Trener:  Albert Batteux (ur. 2 lipca 1919)
| Nr. | Pozycja | Piłkarz             | Data urodzenia    | Mecze | Gole | Klub             |
| --- | ------- | ------------------- | ----------------- | ----- | ---- | ---------------- |
|     |         | André Chorda        | 20 lutego 1938    | 1     | 0    | OGC Nice         |
|     |         | Yvon Douis          | 16 maja 1935      | 9     | 3    | Le Havre AC      |
|     |         | René Ferrier        | 7 grudnia 1936    | 7     | 0    | AS Saint-Étienne |
|     |         | Robert Herbin       | 30 marca 1939     | 0     | 0    | AS Saint-Étienne |
|     |         | François Heutte     | 21 lutego 1938    | 4     | 1    | RC Paris         |
|     |         | Robert Jonquet      | 3 maja 1925       | 57    | 2    | Stade de Reims   |
|     |         | Georges Lamia       | 14 marca 1933     | 5     | 0    | OGC Nice         |
|     |         | Jean-Jacques Marcel | 13 czerwca 1931   | 35    | 2    | RC Paris         |
|     |         | Lucien Muller       | 3 września 1934   | 7     | 3    | Stade de Reims   |
|     |         | Bruno Rodzik        | 29 maja 1935      | 1     | 0    | Stade de Reims   |
|     |         | Paul Sauvage        | 17 marca 1939     | 0     | 0    | Stade de Reims   |
|     |         | Robert Siatka       | 20 czerwca 1934   | 0     | 0    | Stade de Reims   |
|     |         | Michel Stievenard   | 21 września 1937  | 0     | 0    | RC Lens          |
|     |         | Jean Taillandier    | 22 stycznia 1938  | 0     | 0    | RC Paris         |
|     |         | Jean Vincent        | 29 listopada 1930 | 39    | 21   | Stade de Reims   |
|     |         | Jean Wendling       | 29 kwietnia 1934  | 6     | 0    | Stade de Reims   |
|     |         | Maryan Wisnieski    | 1 lutego 1937     | 18    | 4    | RC Lens          |

## Jugosławia
Trener :  Aleksandar Tirnanić (ur. 15 lipca 1910),  Ljubomir Lovrić (ur. 28 maja 1920),  Dragomir Nikolić
| Nr. | Pozycja | Piłkarz             | Data urodzenia       | Mecze | Gole | Klub             |
| --- | ------- | ------------------- | -------------------- | ----- | ---- | ---------------- |
|     |         | Tomislav Crnković   | 17 czerwca 1929      | 51    | 0    | Dinamo Zagrzeb   |
|     |         | Vladimir Durković   | 6 listopada 1937     | 13    | 0    | Red Star Belgrad |
|     |         | Milan Galić         | 8 marca 1938         | 7     | 5    | Partizan Belgrad |
|     |         | Dražan Jerković     | 6 sierpnia 1936      | 1     | 0    | Dinamo Zagrzeb   |
|     |         | Fahrudin Jusufi     | 8 grudnia 1939       | 9     | 0    | Partizan Belgrad |
|     |         | Tomislav Knez       | 5 czerwca 1935       | 5     | 2    | Borac Banja Luka |
|     |         | Borivoje Kostić     | 14 czerwca 1930      | 19    | 13   | Partizan Belgrad |
|     |         | Željko Matuš        | 9 sierpnia 1935      | 0     | 0    | Dinamo Zagrzeb   |
|     |         | Jovan Miladinović   | 30 stycznia 1939     | 6     | 0    | Partizan Belgrad |
|     |         | Muhamed Mujić       | 25 kwietnia 1932     | 21    | 13   | Velež Mostar     |
|     |         | Žarko Nikolić       | 16 października 1938 | 2     | 0    | FK Vojvodina     |
|     |         | Željko Perušić      | 23 marca 1936        | 7     | 0    | Dinamo Zagrzeb   |
|     |         | Dragoslav Šekularac | 8 listopada 1937     | 18    | 3    | Red Star Belgrad |
|     |         | Milutin Šoškić      | 31 grudnia 1937      | 12    | 0    | Partizan Belgrad |
|     |         | Błagoja Widiniḱ     | 11 czerwca 1934      | 4     | 0    | Radnički Belgrad |
|     |         | Ante Žanetić        | 18 listopada 1936    | 7     | 1    | Hajduk Split     |
|     |         | Branko Zebec        | 17 maja 1929         | 61    | 16   | Red Star Belgrad |

## ZSRR
Trener:  Gawriił Kaczalin (ur. 17 stycznia 1911)
| Nr. | Pozycja | Piłkarz                   | Data urodzenia       | Mecze | Gole | Klub                 |
| --- | ------- | ------------------------- | -------------------- | ----- | ---- | -------------------- |
|     |         | Gierman Apuchtin          | 12 czerwca 1936      | 3     | 0    | CSKA Moskwa          |
|     |         | Walentin Bubukin          | 23 kwietnia 1933     | 3     | 2    | Lokomotiw Moskwa     |
|     |         | Giwi Czocheli             | 27 czerwca 1937      | 0     | 0    | Dinamo Tbilisi       |
|     |         | Walentin Iwanow           | 19 listopada 1934    | 26    | 13   | Torpedo Moskwa       |
|     |         | Zaur Kałojew              | 24 marca 1931        | 0     | 0    | Dinamo Tbilisi       |
|     |         | Władimir Kiesariew        | 26 lutego 1930       | 13    | 0    | Dinamo Moskwa        |
|     |         | Jurij Fiodorowicz Kowalow | 6 lutego 1934        | 1     | 0    | Dynamo Kijów         |
|     |         | Anatolij Krutikow         | 21 września 1933     | 3     | 0    | Spartak Mokwa        |
|     |         | Władimir Masłaczenko      | 5 marca 1936         | 1     | 0    | Lokomotiw Moskwa     |
|     |         | Anatolij Maslonkin        | 29 czerwca 1930      | 15    | 1    | Spartak Mokwa        |
|     |         | Micheil Meschi            | 12 stycznia 1937     | 3     | 1    | Dinamo Tbilisi       |
|     |         | Slawa Metreweli           | 30 maja 1936         | 4     | 2    | Torpedo Moskwa       |
|     |         | Igor Nietto               | 9 stycznia 1930      | 35    | 4    | Spartak Mokwa        |
|     |         | Wiktor Poniedielnik       | 22 maja 1937         | 1     | 1    | SKA Rostów nad Donem |
|     |         | Wiktor Cariow             | 2 czerwca 1931       | 11    | 0    | Dinamo Moskwa        |
|     |         | Jurij Wojnow              | 29 listopada 1931    | 20    | 3    | Dynamo Kijów         |
|     |         | Lew Jaszyn                | 22 października 1929 | 30    | 0    | Dinamo Moskwa        |